# Finding Oscar
Finding Oscar es un documental de drama y crimen de 2016, dirigido por Ryan Suffern, que a su vez lo escribió junto a Mark Monroe, musicalizado por Paul Pilot y John Stirratt, en la fotografía estuvo Mike Parry, los protagonistas son Kate Doyle, Scott Greathead, Fredy Peccerelli y Sebastian Rotella. Esta obra fue realizada por The Kennedy/Marshall Company, se estrenó el 3 de septiembre de 2016.

## Sinopsis
Trata acerca de las ansias de obtener justicia en el caso de la Masacre de Las Dos Erres en Guatemala. Ese deseo conduce a dos niños chiquitos, ambos fueron sacados de una pesadilla y son la única evidencia viva que relaciona al gobierno de Guatemala con el nombrado suceso.